# The Monkees
The Monkees foi um grupo  pop dos Estados Unidos, formado por David Jones (voz e percussão), Micky Dolenz (voz e bateria), Peter Tork (baixo, teclado e voz) e Mike Nesmith (voz e guitarra). Seus discos venderam cerca de 75 milhões de cópias ao redor do mundo.

## Histórico
O grupo foi criado em 1965 pela rede americana NBC para uma série de televisão do gênero comédia. Para escolher os futuros astros, os produtores colocaram no jornal um classificado pedindo "quatro loucos entre 17 e 21 anos", o que resultou no aparecimento de 437 candidatos. Tiveram uma série de TV entre 1966 e 1968 e um longa-metragem para cinema chamado Head (no Brasil: "Os Monkees estão soltos"). Bert Schneider e Bob Rafelson queriam criar uma série de TV com quatro jovens músicos, em 1965. Eles contrataram quatro perfis diferentes: Mike Nesmith, um músico ligado em country/folk music e excelente compositor; Peter Tork, multi-instrumentista; Micky Dolenz, um jovem ator e cantor que quando criança estrelou uma série televisiva chamada "O Menino do Circo"; Davy Jones, ator britânico, que embora já tinha sido contratado pelo estúdio quando seu grupo de teatro apresentou-se na Broadway com a peça "Oliver", também participou dos testes.
Gravaram diversos álbuns, no início somente como cantores, com músicos de estúdio contratados pela gravadora. Cansados de tanto controle conseguiram produzir um álbum autoral, em 1967, o antológico Headquarters, mesmo ano em que o seriado conquistou o prêmio Emmy de melhor série cômica. Várias turnês e concertos foram realizados e a cada novo álbum a banda conquistava mais fãs. Mike e Peter chegaram a deixar o grupo, sendo substituídos brevemente pela dupla Boyce & Hart, compositores de vários hits dos Monkees. Peter voltou depois, mas Mike somente gravou com a banda pela última vez em 1995, ocasião do lançamento de Just Us, um álbum inteiramente composto e produzido pelo quarteto. Alguns shows com a formação original marcaram esse lançamento e, após isso, somente Peter, Dave e Micky continuaram. Turnês com o trio foram feitas, antes de nova separação.

### Morte de David Jones
Em 29 de fevereiro de 2012, David Jones tornou-se o primeiro Monkee a morrer, vítima de um ataque cardíaco fulminante.

### Morte de Peter Tork
Em 21 de fevereiro de 2019, Peter Tork tornou-se o segundo Monkee falecido, vítima de causas não reveladas.
Morte de Michael Nesmith
Nesmith morreu de insuficiência cardíaca em sua casa em Carmel Valley, Califórnia, em 10 de dezembro de 2021.Michael Nesmith

## Show de despedida
Em 2021, apenas com Micky Dolenz e Mike Nesmith, o The Monkees realizou seu último show, no Greek Theater, em Los Angeles.
A dupla cantou vinte e sete músicas.

### Morte de Mike Nesmith
Nesmith morreu em 10 de dezembro de 2021, aos 78 anos de idade, de causas naturais.

## Discografia

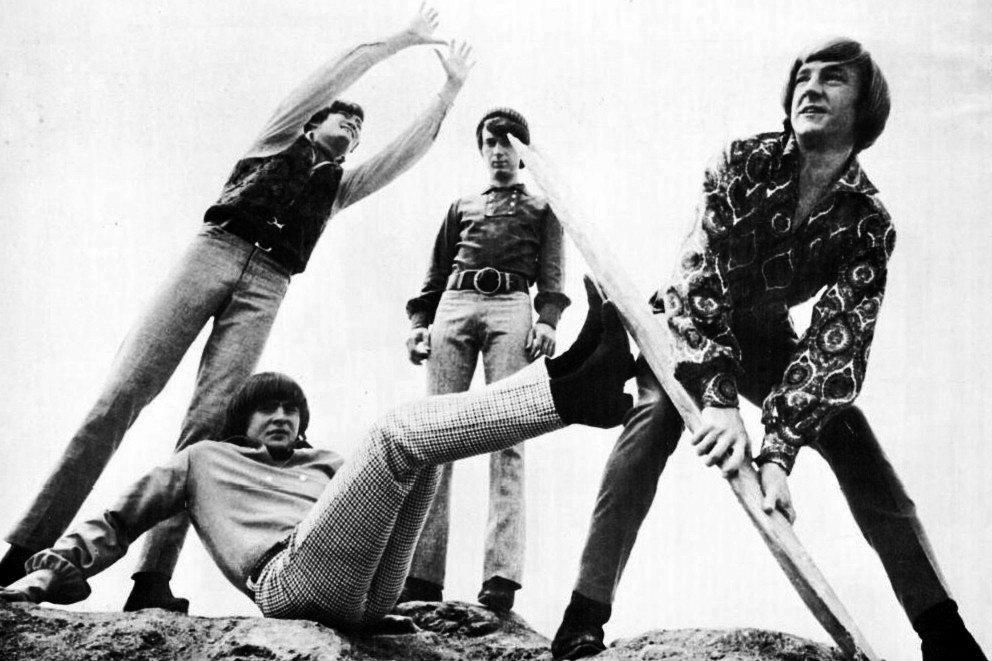
The Monkees em 1967 (da esquerda para a direita, em pé, estão Micky Dolenz, Michael Nesmith, Peter Tork e, abaixo, está David Jones)

### Álbuns de estúdio
- The Monkees (1966)
- More Of The Monkees (1967)
- Headquarters (1967)
- Pisces, Aquarius, Capricorn & Jones Ltd. (1967)
- The Birds, The Bees & the Monkees (1968)
- Head (The Movie) (1968)
- 33 1/3 Revolutions Per Monkee (1968)
- Instant Replay (1969)
- The Monkees Present (1969)
- Changes (1970)
- Pool It! (1987)
- Missing Links Vol 01 / 02 / 03 (1990)
- Justus (1996)
- Good Times! (2016)[12]

### Álbuns ao vivo
- Live 1967 (1987)

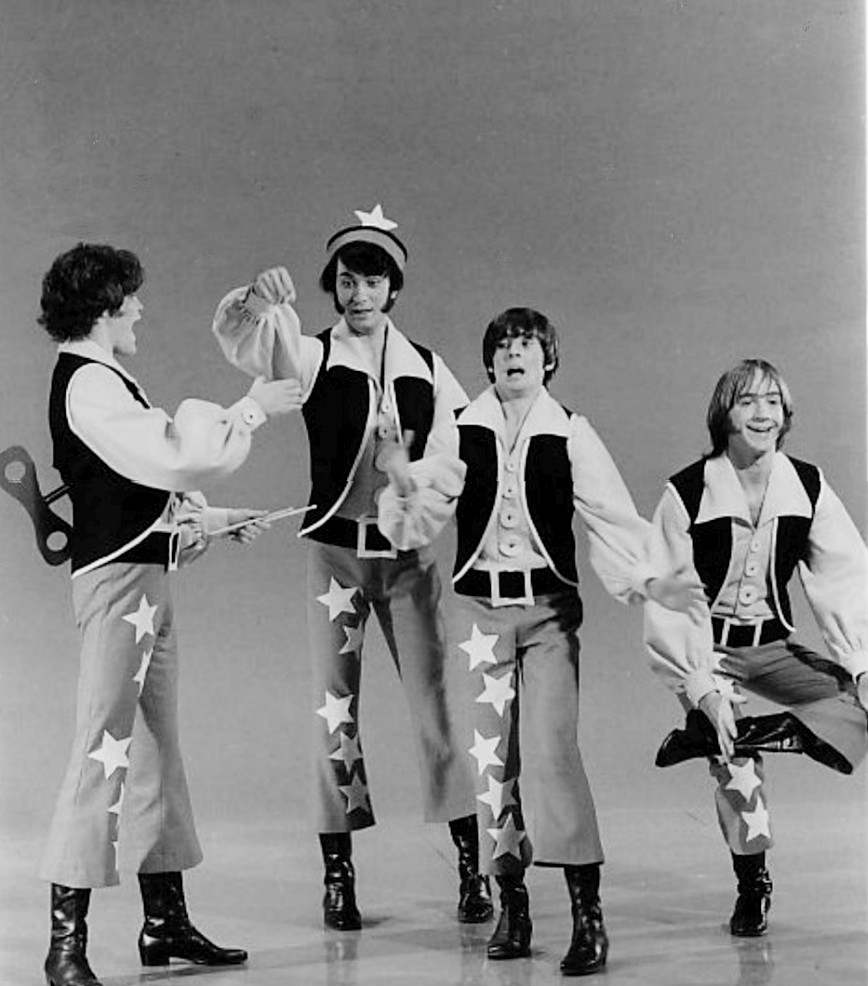
Os Monkees em 1969

- Summer 1967: The Complete U.S. Concert Recordings (2001)

### Coletâneas
- Greatest Hits (1969)
- Barrel Full of Monkees (1971)
- The Monkees Greatest Hits (1976)
- Then & Now... The Best of The Monkees (1986)
- The Monkees Anthology (1998)
- The Headquarters Sessions (2003)

### Bootleg
1. "" 33 1/3 Revolution Per Monkee (MOVIE POS HEAD)-(Unreleased Ultra Rare Track)(1969)
2. "" Monkeeshines "" (Unreleased TV Version & Rare Songs) (1980)
3. "" Rarities "" Albúm Tri LP( Unreleased TV Version & Rare Songs)(1980)

## Filmografia

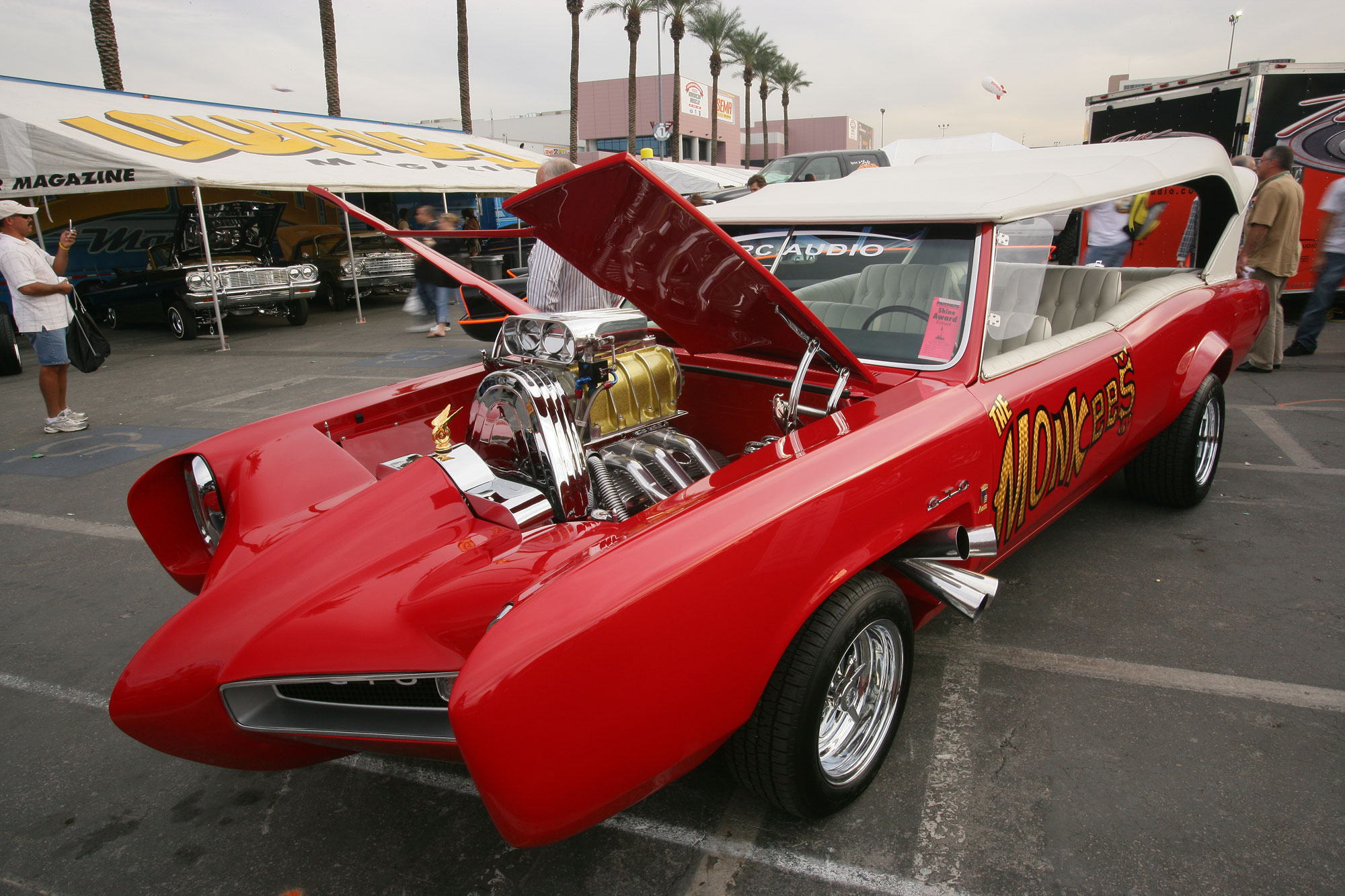
O Monkeemobile, carro utilizado pelos Monkees no seriado de TV

### TV
- The Monkees (série de TV): 1966-1968
- 33⅓ Revolutions Per Monkee: 1969
- Hey, Hey, It's the Monkees: 1997

### Cinema
- Head: 1968[13]

## Prêmios e indicações

### Prêmios
Emmy
- Melhor série cômica: 1967